# Juan Ginés de Sepúlveda
Juan Ginés de Sepúlveda (1494, Pozoblanco, Španija - 1573, Pozoblanco, Španija)  je bil španski, renesančni humanist, filozof,  teolog, prevajalec Aristotelovih del, odvetnik in razsvetljeni polemik ter zagovornik pravice Špancev do osvajanja Amerike. Najbolj znan je bil po njegovi razpravi o avtohtonih ljudstvih Amerike.  

### Biografija
Juan Ginés de Sepúlveda je bil rojen okoli leta 1494 v Pozoblanco v južni Španiji očetu Ginésu Sáncheza Melladu in mami  Maríe Ruiz. Prvo izobrazbo je pridobil v Córdobi.  
Med letoma 1510 in 1515 je študiral na univerzi Alcalá, v Madridu, v Španiji,  kjer je dosegel diplomo iz umetnosti in teologije. 27. septembra 1515 je odšel v Colegio de San Clemente v Bologni, kjer je imel za učitelja filozofije peripatetika  Pietra Pomponazzija in doktoriral iz teologije in umetnosti. Tam je tudi izdal svoja prva dela, De incessu animalium, Parva naturalia in De ortu et interitu v latinščini. 
Med letoma 1523 in 1526 je živel v Rimu in služil na papeškem dvoru. Napisal je knjigo Dialogus de appetenda gloria, v kateri skuša odgovoriti na vprašanje, ali je želja po slavi moralna ali ne. Leta 1526 je objavil knjigo De fato et libero arbitrio. V tem delu se bori proti Luthrovim idejam in za njegove napake krivi razuzdanost in degeneracijo, v katero je zapadla humanistika v Nemčiji. Leta 1527 je objavil svoj prevod komentarja Aleksandra iz Afrodizije k Aristotelovi Metafiziki, ki ga je posvetil Klementu VII. Ob obleganju in plenitvi Rima se je bil leta 1527 prisiljen zateči v Hadrijanov mavzolej (italijansko Castel Sant'Angelo) v Italiji, skupaj s svojim zaščitnikom Albertom Píom, princem iz Carpija. Nato je stopil v službo kardinala Kajetana, ki mu je pomagal pri razlagi nekaterih nejasnih odlomkov Svetega pisma. 
Leta 1529 je sodeloval pri sprejemu in kronanju Karla V. v rimu, ter tako postal pomembna osebnost na dvoru Karla V., kjer je služil kot cesarjev kaplan in kraljev uradni zgodovinar. Cesarjuje  posvetil svoj prevod Aristotelove Meteorologije in ga spodbudil k napadu na Turke. Leta 1531 je objavi knjigo De ritu nuptiarum et dispensatione o ločitvi angleškega kralja Henrika VIII. Istega leta se je v Bologni udeležil srečanja med Karlom V. in Klemenom VII. Tu je zasnoval svoji knjigi De honestate rei militaris qui inscribitur Democrates, sive de convenientia militiae cum christiana religione, ki jo je leta 1535 natisnil in posvetil vojvodi albanskemu. Gre za dialog med Demokratom in starim španskim vojakom o skladnosti med orožjem in krščansko vero. Leta 1532 je napisal delo Antapologia pro Alberto Pio principi Carpensi in Erasmum Rotterodamum, s katerimi brani svojega varovanca Alberta Pija pred Erazmovimi napadi. Leta 1534 je začel prevajati in komentirati Aristotelovo Etiko. Leta 1536 je bil v Plasencio imenovan za uradnega kronista Karla V.  
Leta 1537 se je preselil v Valladolid, v Španiji. Leta 1548 je objavil prevod in komentar Aristotelove Politike, ki ga je posvetil svojemu učencu princu Filipu. Avgusta in septembra 1550 je v Valladolidu pred odborom teologov, ki so ga sestavljali Domingo de Soto, Melchor Cano in Bartolomé de Carranza, vodil znamenito polemiko O pravicah ameriških staroselcev proti filozofu in duhovniku Bartoloméju de las Casasu.  
Sepúlveda je umrl naravne smrti, 17. novembra 1573  v Pozoblancu v Španiji, pri starosti 79 let. 

### Razprava o pravicah ameriških staroselcev
Razpravo v Valladolidu je organiziral kralj Karel V., da bi dal odgovor na vprašanje, ali so bili avtohtona ljudstva Amerike sposobna samoupravljanja med špansko kolonizacijo. Sepúlveda je branil stališče kolonistov, čeprav nikoli ni bil v Ameriki, zato je z namenom, da bi odgovoril na to razpravo leta 1544 napisal Democrates Alter (ali o pravičnih vzrokih za vojno proti Indijancem). To je postalo najpomembnejše besedilo v tistem času, ki je podpiralo špansko osvajanje Amerike in njihove metode. Besedilo je bilo napisano po aristotelovskih idejah naravnega suženjstva, prikazanih v I. knjigi Politike: "Tisti, katerih stanje je takšno, da je njihova funkcija uporaba telesa in od njih ni mogoče pričakovati nič boljšega, ti so, pravim, sužnji narave. Bolje jim je, da jim tako vlada." Trdil je, da Indijanci nimajo vladarja in zakonov, zato si jih lahko vsak civiliziran človek legitimno prisvoji. Čeprav je bil Aristotel glavni vir za Sepúlvedov argument, je tega črpal tudi iz različnih krščanskih in drugih klasičnih virov, vključno z Biblijo.  
Bartolomé de Las Casas je v svojem protiargumentu uporabil iste vire. Po besedah Bartoloméja je imel Bog moč nad vsemi ljudmi na svetu, vključno s tistimi, ki še nikoli niso slišali za krščanstvo. Vendar je menil, da je treba krščanstvo domačinom predstaviti kot versko možnost, ne kot obveznost, kot je verjel Sepulveda. Las Casas je dejal, da bi morali Američani uživati enake svoboščine kot vsi drugi ljudje, ker po njegovem mnenju noben Američan nima sposobnosti, da bi sam sebi vladal.  
Razprava, ki se je nadaljevala leta 1551, ni prišla do trdnega zaključka; vendar se je sodišče večinoma strinjalo z Las Casasom in zahtevalo boljše ravnanje z Indijanci.  
Sepulveda je bil velik nasprotnik Las Casasa v sporu v Valladolidu leta 1550 o upravičenosti španskega osvajanja Indije. Sepúlveda je bil zagovornik pravice španskega cesarstva do osvajanja, kolonizacije in evangelizacije v tako imenovanem Novem svetu. Deloval je na podlagi filozofije naravnega prava in razvil stališče, ki je bilo drugačno od stališča šole Salamanca, kot jo je slavno zastopal Francisco de Vitoria, ki je svoje ideje o legitimni suvereni moči ekstrapoliral na družbo na mednarodni ravni in sklenil, da bi morale tudi v tem obsegu vladati pravične oblike ob spoštovanju pravic vseh.  

### Dela:

#### Prevedena Aristotelova dela:
- Aristotelis parvi naturales, Bolonia 1522.
- Aristotelis de generatione et interitu, Bolonia 1523.

- Aristotelis liber de mundo ad Alexandrum, Bolonia 1523.
- Alexandri Aphrodisiei commentaria in duodecim Aristotelis libros de prima philosophia, Rim 1527.
- Aristotelis meteorum libri IV, Pariz 1532.
- Aristotelis de republica, Pariz 1548.

#### Ostala dela
- Liber gestorum Aegidii Albornotii (v latinščini). Bologna, 1521.
- Gonsalus sive de appetenda gloria, 1523.
- De fato et libero arbitrio, Rim, 1526.

- Cohortatio ut bellum suscipiat , 1529.
- De ritu nuptiarum et dispensatione, Rim, 1531.
- De convenientia militaris disciplinae cum christiana religione qui inscribitur
- Democrates, Rim, 1535.
- Alexandri Aphrodisiei Commentaria in dvodecim Aristotelis libros - De prima philosophia, interprete Ioanne Genesio Sepulveda, Parisiis, Dimon de Colines, 1536.

- De rebus gestis Caroli V
- De rebus gestis Philippi II
- Democrates secundus sive de iustis belli causis, 1544.
- Apologia pro libro de justis belli causis, 1550.
- Epistolarum libri septem, 1557.

- Historia de bello administrato in Italia (v latinščini). Bologna: Antonio Giaccarelli & Pellegrino Bonardo. 1559.
- De regno libri III, 1570.
- Opera omnia (v latinščini). Köln 1602.
- Democrates alter, Madrid 1892 (uredil, predgovor in prevedel Marcelino Menéndez Pelayo).